# David Tarka
David Tarka (11 de fevereiro de 1983) é um futebolista profissional australiano que atua como defensor.

## Carreira
David Tarka representou a Seleção Australiana de Futebol, nas Olimpíadas de 2004. 